# Atalo I
Atalo I (en griego antiguo Ἄτταλος) Sóter (en griego: Salvador; 269 a. C.-197 a. C.), reinó sobre la polis griega de Pérgamo, situada en la actual Turquía, entre los años 241 a. C. y 197 a. C. Era primo segundo (o sobrino-nieto) del rey Eumenes I, que lo adoptó como su heredero. Fue el primer integrante de la dinastía atálida que asumió el título de rey en 238 a. C. Era hijo de Atalo y su esposa Antióquida, princesa de Siria.
Atalo obtuvo una importante victoria sobre los gálatas, una tribu celta que había llegado algunos años antes a Tracia y que, durante más de una generación, había estado saqueando e imponiendo tributos en gran parte de Asia Menor sin apenas oposición. Para conmemorar esta gran victoria, se erigió en Pérgamo un gran monumento, famoso por su escultura central, conocida como El Gálata moribundo, y también porque representaba el fin de la amenaza que suponían los gálatas. Tras la victoria, Atalo adoptó el sobrenombre de Sóter y el título de rey. 
Valiente y capaz general, se convirtió en uno de los más fieles aliados de Roma, desempeñando un papel fundamental en la primera y segunda guerra macedónica contra el rey macedonio, Filipo V. Durante la guerra dirigió numerosas operaciones navales y entorpeció los movimientos de la armada macedonia a lo largo de todo el mar Egeo, ganando con ello grandes honores, saqueando posiciones y conquistando para su reino la isla griega de Egina, durante la primera guerra macedónica, y la isla de Andros en la segunda. Su vida corrió peligro durante los dos conflictos, ya que estuvo a punto de ser apresado en dos ocasiones por Filipo.
Murió en 197 a. C., a la edad de 72 años, mientras presidía en Beocia una cumbre de los líderes etolios poco antes de que finalizara la segunda de las guerras macedónicas. La causa del fallecimiento pudo haber sido un derrame cerebral. Durante su vida disfrutó de una vida doméstica feliz, junto a su esposa y sus cuatro hijos. Le sucedió en el trono su hijo Eumenes II.

## Infancia
Poco se conoce acerca de la infancia y juventud de Atalo I, aunque se sabe que era hijo de Atalo y una princesa de la casa seléucida llamada Antióquida.
El padre del futuro monarca oriental era hijo de Atalo, hermano de Filetero, fundador de la dinastía atálida, y de Eumenes, padre de Eumenes I, predecesor en el trono de Atalo. Se le menciona junto con sus hermanos como hombre muy querido en Delfos. Ganó gran fama como conductor de carros, y al vencer en Olimpia, fue recompensado con un monumento en su honor en Pérgamo. Su padre murió cuando Atalo era un aún un niño, antes de 241 a. C., y el joven Atalo fue adoptado por Eumenes I. 
La madre de Atalo, llamada Antióquida, estaba probablemente relacionada con la familia real seléucida (posiblemente era nieta de Seleuco I Nicátor). El matrimonio de Atalo y Antióquida fue organizado por Filetero con el fin de consolidar su poder en Asia Menor. Esta teoría se basa en el hecho de que el abuelo de Atalo, Filetero, designó al padre del futuro monarca como su heredero, aunque fue sucedido por Eumenes, ya que, a la muerte de Filetero, Atalo era muy joven para gobernar.

## Derrota de los gálatas

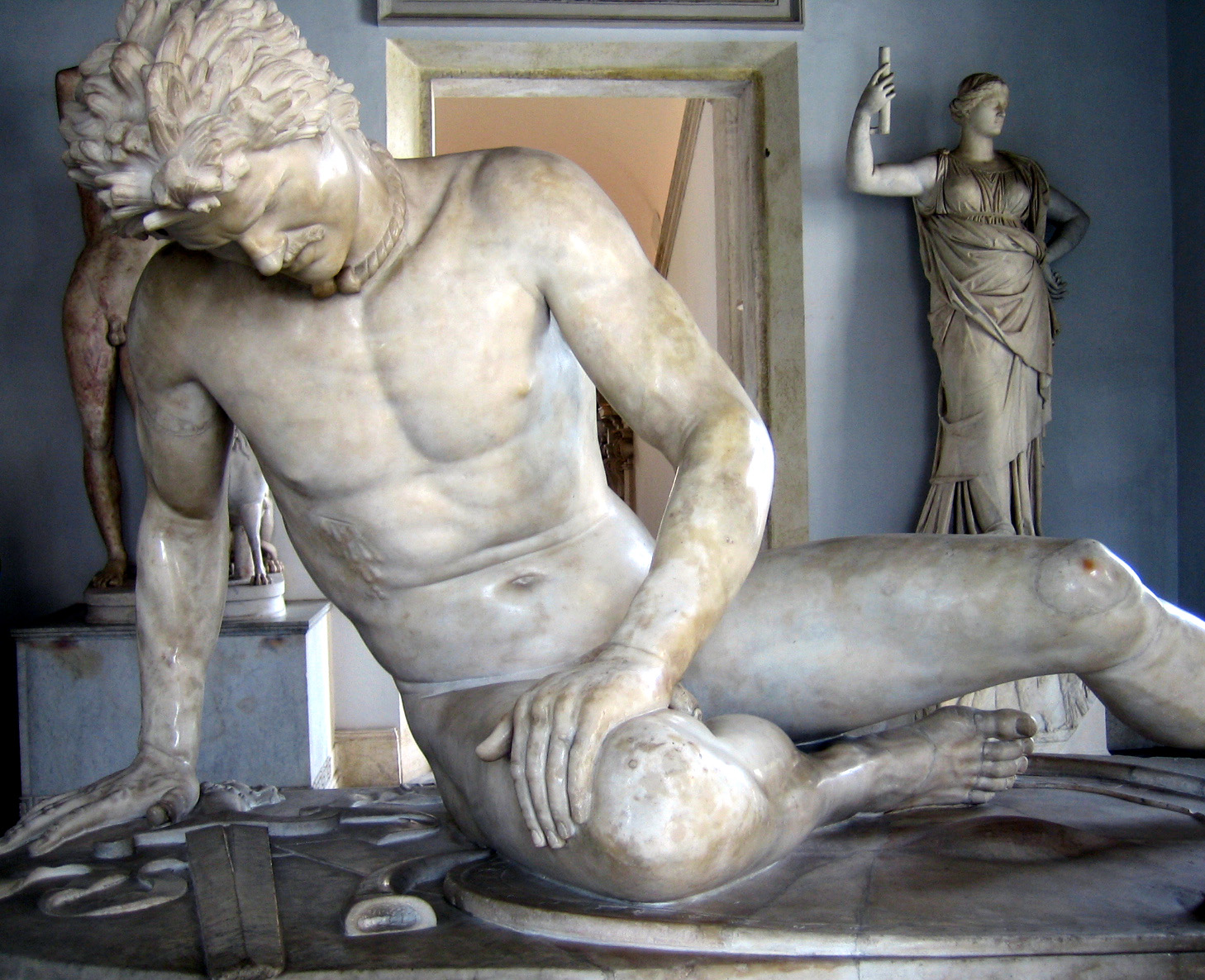
El Gálata Moribundo.

Según Pausanias, «el mayor de sus logros» fue la victoria sobre los galos (Γαλάται). Pausanias se refiere a los gálatas, tribus celtas estacionadas en Tracia, que se asentaron finalmente en Galacia, región situada en Asia Menor. Los antiguos griegos y romanos los llamaban galos, asociándolos con los habitantes de los que hoy es Francia, Suiza y el norte de Italia. Desde el ascenso al trono de Filetero, el tío de Eumenes I, este pueblo había supuesto un gran inconveniente para el Reino de Pérgamo. Las tribus gálatas habían amenazado a los pueblos asentados en Asia Menor, obligándoles a pagar un tributo de protección. Eumenes I había accedido a pagar una determinada cantidad de dinero con el objetivo de proteger su reino del ataque gálata. Sin embargo, al acceder al trono, Atalo se negó a continuar con la tradición, siendo el primer gobernante en atreverse a hacerlo. A consecuencia de ello, los gálatas determinaron atacar Pérgamo. El ejército de Pérgamo y las fuerzas gálatas se enfrentaron en las inmediaciones del nacimiento del río Caico, Una inscripción colocada en la Acrópolis de Pérgamo reza: «El rey Atalo ofrece a Atenea su victoria contra los gálatas tolistoagios en la batalla». ganando una batalla decisiva. Tras la gran victoria, Atalo decidió seguir el ejemplo de Antíoco I Sóter y adoptó el sobrenombre de Sóter, que significa en griego Salvador, y recibió el título de rey. Esta victoria concedió a Atalo una fama legendaria. Surgió una historia, rescatada por Pausanias, que en tiempos pretéritos había predicho lo sucedido:
Tras haber cruzado el estrecho del Helesponto,
El devastador anfitrión galo, avanzó sin control
Causó estragos en Asia, y les hizo mucho mal
A los que habitan a la orilla del mar
Por un corto tiempo. Pero pronto, el hijo de Cronos
Deberá elevar un salvador, el querido hijo de un toro criado por Zeus
¿Quién de todos los galos señalará el día de la destrucción?
Según Pausanias, el «hijo de toro», el «de cuernos de toro», se refiere a Atalo, ya que el rey de Pérgamo tenía una complexión bovina. En la acrópolis de Pérgamo se erigió en conmemoración de la victoria un triunfal monumento que incluía una famosa escultura llamada Gálata moribundo.

## Conquistas en Asia Menor

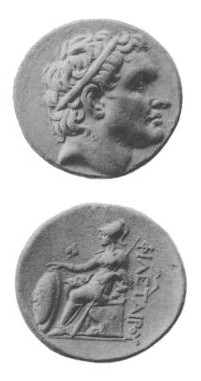
Moneda emitida durante el reinado de Atalo I. En el anverso están representados Atalo y Filetero, y en el reverso Atenea, diosa griega de la guerra y la sabiduría.

Varios años tras la primera victoria sobre los gálatas, Pérgamo fue nuevamente atacado por esta belicosa tribu de Asia Menor, junto con su aliado Antíoco Hierax, el hermano menor de Seleuco II Calinico, y el monarca seléucida en Asia Menor, desde su capital en Sardes. Atalo derrotó a los gálatas y a Antíoco en la batalla del Harpasus y de nuevo en una segunda batalla en el este. El monarca de Pérgamo combatió en posteriores batallas contra Antíoco en solitario: en Frigia, donde tal vez Antíoco buscaba refugio junto a su padrastro Cielas, rey de Bitinia; en las inmediaciones de Sardes en la primavera de 228 a. C. y finalmente en una campaña en Caria.
Como resultado de esa victoria, Atalo dominó sobre todos los territorios del Imperio seléucida al norte de los montes Tauro. Atalo mantuvo el control sobre esta zona a pesar de los intentos de Seleuco III Cerauno, el hijo mayor y sucesor de Seleuco II. La contienda culminó con un enfrentamiento al pie de los Tauro, batalla en la que venció Seleuco, aunque cayó asesinado víctima de una traición en 223 a. C.
Aqueo, que había acompañado durante su campaña a Seleuco III, asumió el mando del ejército. Se le ofreció el reinado, aunque lo rechazó en favor del hermano menor de Seleuco III, Antíoco III Megas, apodado El Grande, que hizo a Aqueo gobernador de la zona al norte de Tauro. En un plazo de dos años, Aqueo recuperó todos los territorios que había perdido el Imperio seléucida y confinó a Atalo dentro de las murallas de Pérgamo.
Tras un breve periodo de paz, en el año 218 a. C., Atalo, junto con algunos aliados gálatas, volvió a recuperar los territorios, aprovechando que Aqueo estaba ausente al mando de una expedición al sur de los Tauro, en Pisidia. A su vuelta en 217 a. C., Aqueo reanudó las hostilidades contra Atalo. 
Antíoco, en virtud del tratado de amistad con Atalo, cruzó los Tauro en 216 a. C. y atacó a Aqueo, sitiando a Sardes. En 214 a. C., durante el segundo año de sitio fue capaz de tomar la ciudad. Aunque la ciudad era leal a Aqueo, el general fue capturado y se le condenó a muerte. En 213 a. C., Antíoco había recuperado el dominio de todos sus territorios en las provincias asiáticas.

## Primera guerra macedónica
Frustradas sus ambiciones en el este, Atalo dirigió su atención al oeste. Probablemente a causa de la creciente preocupación que estaba despertando el joven y ambicioso monarca macedonio Filipo V, Atalo resolvió firmar una alianza con los enemigos de Filipo de la Liga Etolia, una unión de Estados helénicos en la Grecia central que se habían opuesto a las ambiciones expansionistas del monarca macedonio.

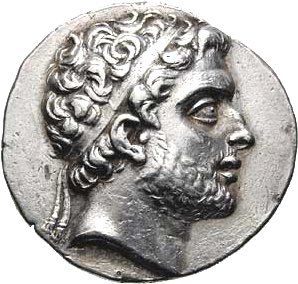
Filipo V de Macedonia.

Filipo firmó una alianza con el general cartaginés Aníbal en 215 a. C., lo que causó una gran preocupación en Roma, que estaba perdiendo en esos momentos la segunda guerra púnica. En 211 a. C. Roma y la Liga Etolia firmaron un tratado en el que estas dos potencias y algunos aliados de ambos bandos, entre ellos Atalo, se unieron en una coalición que tenía como objetivo enfrentarse a Filipo. Atalo fue elegido como uno de los dos strategos (generales) de la Liga, y en 210 a. C. comandó a sus tropas en la conquista de la isla de Egina, isla que adoptó como su base de operaciones en Grecia.
Durante la primavera del año siguiente, en 209 a. C., Filipo marchó hacia el sur de Grecia. Bajo el mando del  strategos llamado Pirrias, los aliados etolios perdieron dos batallas en Lamía. Atalo en persona marchó a Grecia en julio y se unió en su base de Egina al procónsul romano Publio Sulpicio Galba Máximo, que estaba acampado allí con su ejército. Durante el verano de 208 a. C., una armada compuesta por 35 barcos de Pérgamo y 25 barcos romanos fracasaron en su intento de ocupar Lemnos, aunque tuvieron éxito a la hora de apoderarse de la isla de Skópelos.
Atalo y Sulpicio asistieron a una reunión de los líderes antimacedonios en Heraclea de Traquinia, en la que se manifestaron en contra de llegar a un acuerdo de paz con Filipo. Cuando se reanudaron las hostilidades, el monarca saqueó Óreo, en la costa de Eubea, y Opunte, la capital de la comarca oriental de Lócrida.
El botín procedente del saqueo de Óreo fue reservado para el procónsul Sulpicio, que regresó a la ciudad mientras Atalo seguía saqueando la ciudad de Opunte. Con las fuerzas enemigas divididas, Filipo atacó a Atalo por sorpresa y el monarca apenas pudo escapar.
Atalo fue entonces obligado a regresar a Asia, ya que había recibido noticias de que Prusias I, monarca de Bitinia, que se había aliado con Filipo mediante un matrimonio, estaba movilizando a su ejército para marchar contra Pérgamo. Poco después los romanos abandonaron Grecia para hacer frente a Aníbal. Su objetivo de impedir a Filipo de que prestara apoyo al general cartaginés había sido logrado.
En 206 a. C., la Liga Etolia aceptó la paz a pesar de las duras condiciones impuestas por Filipo. Se elaboró un tratado en la ciudad de Fénice, tratado que pasaría a llamarse la Paz de Fénice (205 a. C.) y que terminaba formalmente con la primera guerra macedónica. La Paz de Fénice también puso fin a la guerra contra Prusias. Atalo pudo conservar sus posesiones en Egina.

## Inicio de las hostilidades macedonias
El tratado firmado en Fénice había frustrado las ambiciones del Filipo de expansionarse hacia el este y, por tanto, el monarca macedonio dirigió su atención hacia el mar Egeo y Asia Menor. En la primavera de 201 a. C., Filipo tomó Samos y la flota egipcia que allí se hallaba estacionada. A continuación inició el asedio de Quíos.
Estas acciones provocaron a Atalo y a sus aliados de Rodas, Bizancio y Cícico, que no dudaron en entrar en la guerra. Se libró una gran batalla naval en el estrecho entre el continente y Quíos, justo al suroeste de Eritras. Según Polibio, por el lado macedonio participaron cincuenta y tres barcos de guerra con cubierta y más de ciento cincuenta pequeñas naves, mientras que por el lado de la coalición antimacedonia tomaron parte sesenta y cinco naves de guerra cubiertas, aunque un menor número de pequeñas embarcaciones. Durante la batalla, Atalo fue aislado de su flota y tuvo que huir de la enfebrecida persecución de Filipo, siendo obligado a desembarcar de sus barcos el tesoro real con el fin de que sus enemigos desviaran su atención de la persecución y se entregaran al pillaje.
Durante el año 201 a. C., Filipo inició la invasión de Pérgamo y, aunque no pudo apoderarse de la fuertemente defendida ciudad, gracias a las disposiciones tomadas por Atalo antes de la llegada de Filipo, ordenó la demolición de los templos y altares que estaban situados en el exterior del recinto fortificado. Mientras estaba bajo asedio, Atalo y sus aliados de Rodas enviaron una airada delegación a Roma para denunciar las agresiones de Filipo.

## Segunda guerra macedónica
En 200 a. C., Atalo llevó al ejército de Pérgamo a un nuevo conflicto, conocido como la segunda guerra macedónica. Acarnania y el ejército macedonio invadieron el Ática, causando que Atenas, que se había mantenido neutral en los conflictos de sus vecinos, se viera obligada a pedir ayuda a los enemigos del rey macedonio. Atalo, que estaba estacionado en Egina a la cabeza de una flota, recibió una embajada ateniense que le pedía que fuera a la ciudad. El monarca de Pérgamo tuvo noticias de que se hallaba una delegación romana en Atenas y decidió partir hacia allí de inmediato. Polibio describe así el extraordinario recibimiento del grupo: 

[...] En compañía de los romanos y de los magistrados de Atenas, inició su marcha a la ciudad. El monarca iba acompañado, no sólo por todos los magistrados y los caballeros, sino por todos los ciudadanos con sus hijos y esposas. Y cuando los dos grupos se reunieron, la calidez de la bienvenida dada por la población a los romanos, y aún más a Atalo, no podría haber sido superada. A su entrada a la ciudad por la puerta Dipylon los sacerdotes y sacerdotisas de la ciudad llenaban las calles por ambos lados: se abrieron todos los templos; se prepararon víctimas en todos los altares, y el rey se ofreció para realizar los sacrificios pertinentes. Finalmente le dotaron de tan grandes honores como nunca antes se había hecho con ninguno de sus antiguos benefactores: los atenienses dieron a una de sus tribus el nombre del monarca pergamense y lo proclamaron como un héroe.

El entonces cónsul Sulpicio Galba convenció al Senado para que declarara la guerra a Filipo y pidió Atalo que combinaran sus flotas, formando de ese modo una potente armada capaz de realizar una campaña naval destinada a acosar a las posiciones macedonias a lo largo del mar Egeo. Durante la primavera de 199 a. C., la fuerza combinada romana-pergamense tomó Andros, una de las Islas Cícladas. El botín resultante del saqueo fue a parar al Erario de la República romana, mientras que la isla se incorporó al territorio de Pérgamo. Desde Andros navegaron hacia el sur e intentaron sin éxito ocupar Citnos, otra de las Islas Cícladas. La armada regresó al norte, saqueando el territorio de Scíathos, situado en la costa de Magnesia y tomando las provisiones necesarias. De allí siguieron hasta llegar a Mende, donde la flota fue azotada por una fuerte tormenta. Fueron rechazados en Casandrea, sufriendo graves pérdidas y siguieron navegando hacia el Noreste hasta llegar a Acanto, donde volvieron a ser rechazados. Tras la campaña, la flota volvió a Eubea con sus naves cargadas de botín.

Mapa de Macedonia.

A su regreso, Atalo y el comandante romano fueron a Heraclea de Traquinia, donde se reunieron con una delegación de la Liga Etolia, que pidió, amparándose en los términos de su tratado de alianza, una fuerza al rey pergamense integrada por un millar de soldados. Atalo se negó y replicó a la petición de los etolios alegando que ellos mismos no habían cumplido el tratado al no enviar soldados a Pérgamo cuando el rey macedonio la atacó hace dos años. Las operaciones militares se reanudaron y Atalo y Galba atacaron de nuevo, fracasando en la conquista de Óreo. Tras la derrota, salieron a la cabeza de una fuerza que atacó en línea recta el territorio de Tesalia. Esta fuerza intentó apoderarse de Óreo, esta vez con éxito, quedándose los romanos con los prisioneros y Atalo con la ciudad. La campaña de ese año había finalizado y Atalo, tras asistir a los Misterios eleusinos, regresó a Pérgamo, donde permaneció durante los dos siguientes años.
En la primavera de 198 a. C., Atalo regresó a Grecia con veintitrés quinquerremes y se unió a una fuerza de veinte barcos rodios, finalizando la conquista de Eubea que había comenzado el año anterior. Pronto se sumaron a la campaña los romanos, y la flota combinada tomó las posiciones de Eretria y después Caristo. Tras estas conquistas, los aliados controlaban toda Eubea a excepción de Calcis. Tras un infructuoso intento de hacerse con Corinto, los romanos se dirigieron a Corcira, mientras Atalo navegaba por El Pireo.
A principios de 197 a. C., el cónsul romano del año, Tito Quincio Flaminino, convocó a Atalo a un consejo de líderes antimacedonios en Tebas, donde se discutió qué parte de Beocia participaría en la guerra. Atalo fue el primero en parlamentar en el consejo, pero mientras hablaba se derrumbó, con la mitad de su cuerpo paralizado. El monarca murió poco después de caerse, tras recibir las noticias de la decisiva victoria romana en la batalla de Cinoscéfalos, batalla que finalizaba la segunda guerra macedónica.

## Familia
Atalo se casó con una mujer llamada Apolónide que procedía de Cícico. La pareja tuvo cuatro hijos, Eumenes, Atalo, Filetero y Ateneo (en memoria del padre de Apolónide). Polibio describe de la siguiente manera a la mujer del monarca pergamense: 

[...] Es una mujer que merece ser recordada con honor por muchas razones. Hay que decir en su favor que a pesar de que procediera de una familia excluida de los círculos reales, al convertirse en reina, no cayó en fútiles fascinaciones por su nuevo rango y mantuvo una gran integridad y virtud en su vida privada y en la vida pública hasta el final de sus días. Ella fue la madre de cuatro hijos a los que otorgó las mayores muestras de afecto y amor maternal hasta su muerte.

También ha sido registrado por ciertas fuentes antiguas el amor filial que existía en la familia de Atalo. Un decreto de Antíoco IV Epífanes dice así:

[...] El rey Atalo y la reina Apolónide fueron ejemplo de virtud y bondad, cualidades que a través de una sabia educación transmitieron a sus hijos.

Existe en Pérgamo una representación de Apolónide que dice así:

[...] La reina siempre alabó y dio gracias a los dioses, no sólo por la riqueza o el poder del reino, sino también por haber visto crecer sanos y fuertes a sus hijos, que protegían con su férreo cariño filial al mayor, por lo que la reina gobernó sin temor a que, tras la muerte de su marido Atalo, se iniciara una disputa por el poder entre sus vástagos.

Al describir la vida de Atalo, Polibio dice lo siguiente sobre la reina: 

[...] Y lo que es más notable de todo, es que dejó tan bien resuelta la sucesión entre los hijos de Atalo, que a la muerte del monarca no hubo ningún problema.

Atalo murió en el año 197 a. C. a la edad de 72 años. Le sucedió Eumenes II, sin ningún problema como antes se ha reseñado.

## Magna Mater
En 205 a. C., tras firmar la Paz de Fénice, Roma acudió a Atalo dada su condición de único aliado en Asia con motivo de un asunto religioso. Un número inusual de lluvias de meteoritos había causado gran preocupación en la capital republicana y había hecho que se consultaran los Oráculos sibilinos, en los que se descubrieron unos versos que decían que un enemigo extranjero acudiría a batallar a Italia, y que solo sería derrotado si la Idaea Magna, la Diosa Madre, asociada con el Monte Ida, localizado en Frigia, se trajera desde Pesino a la capital republicana. El senador Marco Valerio Levino partió de la ciudad liderando una selecta delegación que se dirigió a Pérgamo en busca de la ayuda de Atalo. Según Tito Livio, el monarca pergamense recibió la delegación con los brazos abiertos y los guio hasta Pesino, donde les hizo entrega de la que los nativos de Frigia consideraban la «Madre de los Dioses». Cuando la delegación regresó a Roma, el nombre de la diosa se latinizó pasando a llamarse la Magna Mater.
| Precedido por: Eumenes I | Rey de Pérgamo (Dinastía Atálida) 241 a. C.-197 a. C. | Sucedido por: Eumenes II |